# 5-й авіаційний корпус (Україна)
5-й авіаційний ордена Червоного Прапора корпус (5 АвК, в/ч А3842) — військове об'єднання Військово Повітряних Сил України в складі Збройних сил України, яке існувало у 1992—2004 роках.
Зоною його відповідальності була Одеська, Миколаївська, Херсонська, Запорізька і Черкаська області. 
Після реформ 2004 року на фондах 5-го авіаційного корпусу і 60-го корпусу ППО створено Повітряне командування «Південь». 

## Історія
20 січня 1992 року, офіцери управління армії під командуванням генерал-лейтенанта Віктора Стрельникова склали присягу на вірність українському народові, а 5-та Повітряна армія (в/ч 13700) увійшла до Збройних Сил України у складі їх Військово-Повітряних Сил. З 18 березня 1994 р. армія переформована в 5-й авіаційний корпус із залишенням за ним всього історичного спадку, бойових нагород і заслуг.
2002–2004 роки, скорочення в ВПС торкнулося 5-го авіакорпусу. Припинили своє існування такі гарнізони: Лиманське (161 ВАП) в 2002 р, Буялик (511 ОРАП) та Мартинівка (642 гвВАП) обидвоє в 2003 р, Канатово (44 БАП) в 2004 р. 
2004 року у ході реформування збройних сил України, військово-повітряні сили і війська протиповітряної оборони були об'єднанні у єдиний вид — Повітряні сили України. На фондах 5-го авіаційного корпусу і 60-го корпусу ППО створено Повітряне командування «Південь» (м. Одеса).

## Склад
- штаб 5-го авіаційного корпусу (м. Одеса)
- 43-й окремий полк зв'язку (43 опз, м. Одеса)
- 9-та винищувальна авіаційна бригада (9 ВАБр, Бельбек)
- 831-ша винищувальна авіаційна бригада (831 ВАБр, Миргород)
- 161-й винищувальний авіаційний полк (161 ВАП, Лиманське)
- 642-й винищувальний авіаційний полк (642 ВАП, Мартинівка)
- 44-й бомбардувальний авіаційний полк (44 БАП, Канатове)
- 299-й окремий штурмовий авіаційний полк (299 ОШАП, Саки)
- 511-й окремий розвідувальний авіаційний полк (511 ОРАП, Буялик)
- 2-й окремий змішаний авіаційний полк (2 ОЗАП, Одеса)
- 149-та авіаційна база (149 АвБ, Куп'янськ)

## Командири корпусу
- генерал-лейтенант Стрельников Віктор Іванович (1994 р.)
- генерал-майор Тарєєв Анатолій Костянтинович (1994–1997 рр.)
- генерал-лейтенант Каневський Олександр Кирилович (1997–2002 рр.)
- генерал-майор Байдак Юрій Аврамович (2002–2004 рр.)